# Валентин Братоев
Валентин Сашков Братоев е български национален състезател по волейбол. Играе на поста посрещач. Има брат близнак, Георги Братоев, който също е национален състезател, но играе на поста разпределител.

## Клубна кариера
Започва да се занимава с волейбол в Славия. От 2007 до 2009 тренира в Левски Волей. През 2009 г. играе в Кусар Маса Версилия (Италия). Следващата година е привлечен в Итас Диатек Трентино, но там е държан на резервната пейка и затова преминава в Тоно Калипо, а след това в Глобо БПФ (Сора). През есента на 2012 е нает заедно с брат си за един месец за да играе на световното клубно първенство за Ал Райан (Катар). Завръща се за малко в Левски и след преминава в германския Фрийдрихсхафен, където играе със съотборниците си от националния състав Виктор Йосифов и Светослав Гоцев. През 2014 година преминава във френския ГФКО Аячо ВБ (Аячо). През 2015 г. играе за иранския Шахрдари (Табрис) През есента на следващата година се завръща в България и подписва с Нефтохимик (Бургас)
През 2015 г. участва в първите европейски олимпийски игри в Баку (Азербайджан) където достига до сребърно отличие.
През 2017 – 2018 г. става шампион на България, носител на купата и суперкупата на България с Нефтохимик (Бургас).

## Постижения

### Клубни
- Шампион на България 2008 – 2009 Левски Сиконко;
- Шампион на Италия 2010 – 2011 с Итас Диатек Трентино;
- Световен клубен шампион през 2010 с Итас Диатек Трентино;
- Златен медалист от Шампионската лига 2010 – 2011 с Итас Диатек Трентино.

### С Националния отбор
- Бронзов медалист от Европейското първенство през 2009 г.
- Вицешампион на първите Европейски игри през 2015 г.[6];